# Les Petites Aphrodites
Pour les articles homonymes, voir Aphrodite (homonymie).
Les Petites Aphrodites (Mikrés Aphrodítes)) est un film grec réalisé par Níkos Koúndouros, sorti en 1963, qui reçut le prix de la mise en scène et le prix de la critique au festival de Berlin en 1963. Le réalisateur finit par implicitement désavouer son film, malgré son succès critique et public.
Les Petites Aphrodites, avec sa forme brute (scénario minimal, peu de dialogues) propose une vision de la Grèce d'avant la civilisation dont les touristes viennent admirer les ruines. Les images de Giovanni Varriano soutiennent le réalisme poétique du réalisateur qui célèbre l'humain anonyme transcendant toutes les différences de classes.

## Synopsis
En Grèce antique, vers 2000 av. J.-C., des bergers descendus de la montagne rencontrent des femmes de pêcheurs dont les maris sont en mer. Un fils de berger Skymnos et une fille de pêcheur Chloé, douze ans, s'aiment sauvagement. Une relation sexuelle s'établit aussi entre Arta et Tsakalos. Le berger muet Lyka les espionne tous. Il finit par enlever la jeune Chloé. Skymnos, trahi, se noie.

## Fiche technique
- Titre : Les Petites Aphrodites
- Titre original : Μικρές Αφροδίτες
- Autre titre : Jeunes Aphrodites[2]
- Réalisation : Níkos Koúndouros
- Scénario : Vassilis Vassilikos et Kostas Sfikas à partir des Idylles de Théocrite et de Daphnis et Chloé de Longus
- Société de production : Anzervos et Minos Film
- Directeur de la photographie : Giovanni Variano
- Montage : Yorgos Tsaoulis
- Direction artistique : Níkos Koúndouros
- Musique : Yannis Markopoulos
- Costumes : Níkos Koúndouros
- Pays d'origine : Grèce
- Genre : drame antique
- Durée : 88 minutes
- Date de sortie : 1963

## Acteurs
- Eleni Prokopiou : Arta
- Takis Emmanuel : Tsakalos
- Kleopatra Rota : Chloe
- Vangelis Ioannidis : Skymnos
- Zannino : Molossos
- Anestis Vlahos : Le premier berger
- Kostas Papakonstantinou : Le berger muet

## Récompenses
- Semaine du cinéma grec 1963 (Thessalonique) : meilleur film, meilleur réalisateur, meilleure musique ; prix de la critique : meilleur réalisateur, meilleur scénario ; distinction d'honneur